# Гарсия, Хсу
Хесус «Хсу» Гарсия (англ. Jesus "Jsu" Garcia; род. 6 октября 1963, Нью-Йорк, США) — американский актёр, на пике своей карьеры известный под псевдонимом Ник Корри. Одной из наиболее примечательных работ актёра является роль Рода Лейна в культовом фильме ужасов Уэса Крейвена «Кошмар на улице Вязов».

## Биография
Хесус Гарсия родился 6 октября 1963 года в Нью-Йорке, США, в семье иммигрантов с Кубы.
Прорывом в карьере Гарсии стала роль в фильме Уэса Крейвена «Кошмар на улице Вязов» 1984 года, где он снялся вместе с Робертом Инглундом и Джонни Деппом. Впоследствии актёр рассказывал, что съёмки фильма дались ему тяжело — на тот момент он был бездомным, находился в депрессии и употреблял наркотики прямо на съёмочной площадке, в перерывах между дублями. В 2014 году в интервью он рассказал, что «был под кайфом» во время съёмок сцены смерти своего персонажа, а коллега по съёмкам Хизер Лэндженкэмп тогда отметила его отсутствующий взгляд и невозможность сфокусироваться, однако посчитала это актёрской игрой. За роль Рода Лейна он был номинирован на премию «Сатурн» за лучшую мужскую роль второго плана.
Следующим успехом актёра стала главная роль молодого иммигранта-наркокурьера в криминальной драме «Тропический снег», вышедшей в 1987 году. Критики высоко оценили его работу.
В 2011 снялся в фильме Пола Йоханссона «Атлант расправил плечи», экранизации одноимённого произведения Айн Рэнд, в роли миллионера Франсиско Д’Анкониа.

## Фильмография
| Год  |   | Русское название                      | Оригинальное название      | Роль                       |
| ---- | - | ------------------------------------- | -------------------------- | -------------------------- |
| 1982 | с | Слава                                 | Fame                       | Хулио                      |
| 1984 | ф | Кошмар на улице Вязов                 | A Nightmare on Elm Street  | Род Лейн                   |
| 1985 | ф | Попался, или Шпионские игры           | Gotcha!                    | Маноло                     |
| 1986 | ф | Дикие коты                            | Wildcats                   | Сируло                     |
| 1987 | ф | Тропический снег                      | Tropical Snow              | Густаво «Таво» Луна        |
| 1989 | ф | Рабы Нью-Йорка                        | Slaves of New York         | Марли                      |
| 1990 | ф | Хищник 2                              | Predator 2                 | детектив                   |
| 1994 | ф | Кошмар на улице Вязов 7: Новый кошмар | Wes Craven's New Nightmare | гость на похоронах (камео) |
| 1995 | с | Вавилон-5                             | Babylon 5                  | лейтенант Рамирез          |
| 1995 | ф | Вампир в Бруклине                     | Vampire in Brooklyn        | Энтони                     |
| 1997 | ф | Приказано уничтожить                  | Strategic Command          | капитан Рэттнер            |
| 1998 | с | Военно-юридическая служба             | JAG                        | Бранко Мендоса             |
| 1999 | ф | Кэндимен 3: День мертвецов            | Candyman: Day of the Dead  | Дэвид де ла Пас            |
| 2000 | с | Секретные агенты                      | Secret Agent Man           | Варгас                     |
| 2000 | ф | Траффик                               | Traffic                    | Пабло Обрегон              |
| 2001 | ф | Давай сделаем это по-быстрому         | The Quickie                | Мигель Варгас              |
| 2002 | ф | Возмещение ущерба                     | Collateral Damage          | Роман                      |
| 2002 | ф | Мы были солдатами                     | We Were Soldiers           | капитан Тони Надаль        |
| 2002 | с | Шпионки                               | She Spies                  | Антонио Роносо             |
| 2003 | ф | Клептомания                           | Klepto                     | Ник                        |
| 2004 | ф | А вот и Полли                         | Along Came Polly           | Хавьер                     |
| 2004 | с | Расследование Джордан                 | Crossing Jordan            | детектив Мартин Круз       |
| 2005 | ф | Потерянный город                      | The Lost City              | Эрнесто «Че» Гевара        |
| 2006 | с | C.S.I.: Место преступления Майами     | CSI: Miami                 | Сезар Моралес              |
| 2007 | с | Без следа                             | Without a Trace            | Карлос Агилар              |
| 2008 | ф | Че: Часть первая. Аргентинец          | Che                        | Хорхе Сотус                |
| 2010 | ф | Единожды падший                       | Once Fallen                | агент УБН Бенни Альварез   |
| 2011 | ф | Атлант расправил плечи: Часть 1       | Atlas Shrugged: Part I     | Франсиско Д’Анкониа        |
| 2011 | с | C.S.I.: Место преступления Нью-Йорк   | CSI: NY                    | Гектор Варгас              |